# شهرستان جکسون (ایلینوی)
شهرستان جکسون، (به انگلیسی: Jackson County) شهرستانی در ایالت ایلی‌نوی ایالات متحده امریکا و بر طبق سرشماری ۲۰۱۰ این شهرستان ۹۰۲۱۸ نفر جمعیت داشته‌است.
طبق سرشماری ۲۰۱۰، مساحت این شهرستان ۱۵۶۰٫۲ کیلومتر مربع وسعت داشته که از این مقدار ۳٫۰۴ درصد آب و ۹۶٫۹۶ درصد خشکی می‌باشد.
این شهرستان در ۱۸۱۶ از شهرستان راندولف جدا شده‌است. این شهرستان نام خود را از اندرو جکسون که در جنگ نئو اورلئان ارتش بریتانیا را شکست داده بود، و یکی از رئیس‌جمهورهای آمریکا گرفته‌است.
از ۱۱۵۰۰ سال پیش این شهرستان جایگاهی برای سرخ‌پوستان ایالات متحده آمریکا بوده‌است.
مورفیس برو، مرکز شهرستان

## نگارخانه

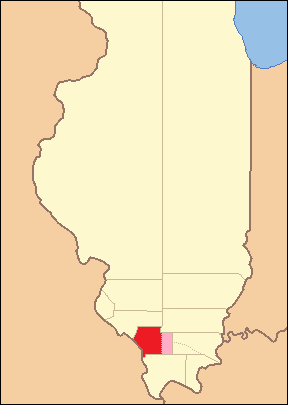
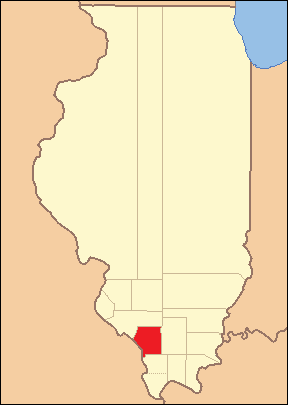
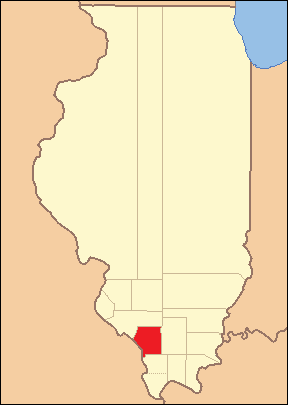

## همسایگان و راه‌ها
همسایگان این شهرستان عبارتند از:
- شمال: شهرستان پری
- شمال‌شرق: شهرستان فرانکلین
- شرق: شهرستان ویلیامسون
- جنوب‌شرق: شهرستان یونیون
- جنوب:
- جنوب‌غرب:
- غرب: شهرستان پری، میزوری
- شمال‌غرب: شهرستان راندولف

راه‌های اصلی این شهرستان:
1. بزرگراه ۵۱ ایالات متحده